# 해운대 (영화)
《해운대》는 윤제균 감독이 부산 앞 바다에서 일어나는 지진 해일을 소재로 제작한 재난 영화이자 천만 관객 돌파 영화이다
부산 출신의 윤제균 감독은 2004년 인도양 지진해일이 덮치는 엄청난 사건이 벌어졌을 당시 해운대에 있었다고 한다. 그때 윤제균 감독은 "만약 100만 인파가 몰리는 피서철, 해운대에 쓰나미가 닥친다면?"이라는 상상을 했다. 이것이 바로 영화 《해운대》의 출발이었다고 한다.
그 이후 한국에서 과연 재난 영화가 가능할 것인가와 예산이나 기술력의 문제 등 주변의 수많은 걱정과 우려가 있었지만 헐리우드식 재난 영화가 아닌 한국만의 웃음과 드라마를 보여주고 싶은 윤제균 감독은 사람 냄새나는 재난 영화를 만들고자 160억 원이라는 제작비가 헐리우드 재난영화의 10분의 1도 안되는 예산이지만 5년간의 제작기간을 쏟아부으며 작지만 의미있는 도전을 위해 한국의 정서를 담은 한국식의 재난영화를 만들고자 노력하였다. 이후 1년여간의 시나리오 작업을 거쳐 설경구, 하지원, 박중훈, 엄정화 등 주요 캐스팅을 거쳐 2008년 8월 첫 촬영에 들어가 《스타워즈 에피소드6: 제다이의 귀환》을 시작으로 《딥 임팩트》, 《월드 오브 투모로우》, 《레모니 스니켓의 위험한 대결》, 《퍼펙트 스톰》, 《투모로우》 등에서 시각효과를 담당한 한스 울리히를 영입하였고 한국과 미국을 오가는 고된 촬영을 거친후 7월 22일 개봉했다.

## 줄거리

##### 쓰나미도 휩쓸지 못한 그들의 이야기가 시작된다
2004년 역사상 유례없는 최대의 사상자를 내며 전세계에 엄청난 충격을 안겨준 인도네시아 쓰나미. 당시 인도양에 원양어선을 타고 나갔던 해운대 토박이 만식은 예기치 못한 쓰나미에 휩쓸리게 되고, 단 한 순간의 실수로 그가 믿고 의지했던 연희 아버지를 잃고 만다. 이 사고 때문에 그는 연희를 좋아하면서도 자신의 마음을 숨길 수 밖에 없다. 그러던 어느 날, 만식은 오랫동안 가슴 속에 담아두었던 자신의 마음을 전하기로 결심하고 연희를 위해 멋진 프로포즈를 준비한다.
  한편 국제해양연구소의 지질학자 김휘 박사는 대마도와 해운대를 둘러싼 동해의 상황이 5년전 발생했던 인도네시아 쓰나미와 흡사하다는 엄청난 사실을 발견하게 된다. 그는 대한민국도 쓰나미에 안전하지 않다고 수차례 강조하지만 그의 경고에도 불구하고 재난 방재청은 지질학적 통계적으로 쓰나미가 한반도를 덮칠 확률은 없다고 단언한다. 그 순간에도 바다의 상황은 시시각각 변해가고, 마침내 김휘 박사의 주장대로 일본 대마도가 내려 앉으면서 초대형 쓰나미가 생성된다. 한여름 더위를 식히고 있는 수백만의 휴가철 인파와 평화로운 일상을 보내고 있는 부산 시민들, 그리고 이제 막 서로의 마음을 확인한 만식과 연희를 향해 초대형 쓰나미가 시속 800km의 빠른 속도로 밀려오는데..
찰나의 순간 닥쳐온 엄청난 시련, 남은 시간은 단 10분! 그들은 가장 소중한 것을 지켜내야만 한다!

## 캐스팅
- 설경구 : 최만식 역. 연희의 연인
- 하지원 : 강연희 역. 만식의 연인
- 박중훈 : 김휘 역 - 국제해양연구소 지질학자 유진의 전 남편 지민의 친부
- 엄정화 : 이유진 역 - 김휘의 이혼한 아내 지민의 친모
- 이민기 : 최형식 역 - 해운대 해양구조대원 희미의 연인
- 강예원 : 김희미 역 형식의 연인
- 김인권 : 오동춘 역
- 성병숙 : 동춘 모 역
- 도용구 : 연희 부 역
- 노준호 : 해찬 역
- 송재호 : 억조 역 - 만식 숙부
- 김지영 : 금련 역 - 만식 모
- 태인호 : 방재청직원 역
- 천보근 : 최승현 역 - 만식 아들
- 김유정 : 김지민 역 - 김휘, 이유진의 친 딸
- 이시온 : 공주 역
- 배영우 : 인턴의사 역
- 여호민 : 준하 역
- 김유빈 : 진수 역
- 김정운 : 형철 역
- 배호근 : 연구원 1 역 - 국제해양연구소
- 손채빈 : 은소 역
- 김승연 : 파라솔 여 역
- 김혜화 : 파라솔 여 역
- 강재은 : 파라솔 남 역
- 김원범 : 토론자 역
- 장명갑 : 우성 역
- 최재섭 : 동수 역
- 김찬이 : 형식 상사 역
- 권오진 : 계란 투척 노인 역

### 다른 등장인물
- 야마모토 료스케 (山本涼介) : 유민석 역
- 이시하라 카오리 : 레베카 역
- 카지 유키 : 홍제혁 역
- 이시게 사와 : 세레나 역
- 타카야마 히로아키 : 제이미 역
- 나가노 아이 : 비올라 역

### 우정 출연
- 이대호 : 본인 역 (롯데 자이언츠)
- 허구연 : 야구 해설위원 역
- 오수덕 : 만식 이모 역
- 한명재 : 야구 캐스터 역
- 제리 로이스터 :  (전 롯데 자이언츠 감독)
- 장원준 : 본인 역(전 야구선수, 출연 당시 롯데 자이언츠 소속 투수)
- 임장원 : 뉴스 앵커 역
- 김경란 : 뉴스 앵커 역

## 수상 정보
- 2010년 제46회 백상예술대상
  - 영화부분 남자신인연기상 (이민기)
  - 영화부분 대상 (윤제균)
- 2009년 제12회 디렉터스 컷 시상식 -올해의 제작자상 (윤제균 ((주)JK필름))
- 2009년 제18회 부일영화상
  - 각본상 (윤제균, 김휘)
  - 남우 조연상 (김인권)
  - 최우수 감독상 (윤제균)
- 2009년 제29회 한국영화평론가협회상 - 촬영상 (김영호)
- 2009년 제46회 대종상 영화제 - 기획상 (윤제균)
- 2009년 제30회 청룡영화상
  - 기술상 (한스 울릭 외2명 (CG))
  - 한국영화 최다관객상

## 논란
영화 '해운대'에서 동영상이 불법 유출된 것으로 알려져 배급사인 CJ엔터테인먼트가 법적 조치를 했고, 전국 관객수 1천만명을 돌파하며 현재 극장에서 상영 중인 해운대의 불법파일이 인터넷에 올라온 것과 관련해, CJ측에서는 "업로드 파일들을 삭제 중이며 불법 파일로 이익을 얻은 쪽에 법적 조치를 취할 것"이라고 말했다.(헤비업로더)

## 같이 보기
- 일본 침몰
- 포세이돈
- 포세이돈 어드벤처
- 투모로우
- 레모니 스니켓의 위험한 대결
- 대한민국 영화 흥행 기록